# Ліпка (Серадзький повіт)
Ліпка (пол. Lipka) — село в Польщі, у гміні Броншевиці Серадзького повіту Лодзинського воєводства.
У 1975-1998 роках село належало до Серадзького воєводства.